# امپالامکونا
امپالامکونا (به انگلیسی: Ampalamkunnu) یک منطقهٔ مسکونی در هند است که در کرالا واقع شده‌است.